# Deutscher Sportclub für Fußball-Statistiken
Der Deutsche Sportclub für Fußball-Statistiken (DSFS) ist in Deutschland der größte Verein für Fußball-Statistiker.

## Geschichte
Der DSFS wurde am 1. Juli 1971 als Organisation der deutschen Fußball-Statistiker gegründet. Er befasst sich mit der statistischen Erfassung des nationalen und internationalen Fußballs in der Vergangenheit und Gegenwart. Der DSFS ist ein als gemeinnützig anerkannter eingetragener Verein mit Sitz in Wiesbaden. Die Eintragung ins Vereinsregister erfolgte im Jahre 1979. Zum Verein mit seinen rund 400 Mitgliedern gehören auch namhafte Fußballgeschichtsautoren wie Hardy Grüne und Mitglieder aus europäischen Staaten. Die mehr als 200 aktiven DSFS-Mitglieder sind regional organisiert. Sie sind auch Ansprechpartner für regionale und überregionale Medien sowie für Verbände und Vereine zum Thema Fußball.
Die Ergebnisse seiner nicht gewinnorientierten Arbeit sind in bisher über 260 Büchern dokumentiert. In ihnen werden die gesammelten Ergebnissen, Tabellen und Statistiken zu Vereinen und Spielern veröffentlicht. Die bekannteste dieser Publikationen ist das Jahrbuch Deutscher Fußball-Almanach (bis 2009:Deutschlands Fußball in Zahlen). Darüber hinaus wird ein Archiv geführt, in welchem die Daten gesammelt werden und im Bedarfsfall den Mitgliedern zur Verfügung stehen.

## Organisation und Aktivitäten
Der Verein wird vom Vorstand geführt. Ihm gehören sechs Mitglieder sowie ein Geschäftsführer an. Daneben sind mehrere Projektleitungen in das Tagesgeschäft eingebunden.
Die regionalen Projektleitungen haben folgende Struktur:
- die Region Nord (Hamburg, Schleswig-Holstein, Niedersachsen, Bremen),
- die Region Nordost (Mecklenburg-Vorpommern, Brandenburg, Berlin, Sachsen-Anhalt, Thüringen, Sachsen),
- die Region West (Westfalen, Niederrhein, Mittelrhein),
- die Region Südwest (Saarland, Rheinland, Südwest),
- die Region Hessen,
- die Region Süd (Bayern, Nordbaden, Südbaden, Württemberg).

Weitere Projekt- und Arbeitsgruppen befassen sich mit nachstehenden Themen:
- Internationaler Fußball,
- Pokal-Chronik,
- Bundesliga-Chronik sowie
- Historischer Fußball vor 1945.

Für die Erstellung des Buches Deutscher Fußball Almanach gibt es eine eigene Projektgruppe.
Im Regelfall sind die Regional- bzw. Arbeitsgruppen noch weiter unterteilt. So gibt es z. B. in der Regionalgruppe Nord Arbeitsgruppenleiter für Landes- oder Bezirksverbände. In den Regional-/Arbeitsgruppen werden im Wesentlichen folgende statistischen Daten recherchiert, aufbereitet, archiviert und ggf. in Form von Büchern bzw. E-Books veröffentlicht:
- alle Ergebnisse, Abschlusstabellen, Spielwertungen und Entscheidungsspiele aller Ligen und Pokalwettbewerbe aus dem Zuständigkeitsbereich für die jeweils aktuellen Spielzeiten,
- alle Spielerkader (Namen, Geburtsdaten, frühere Vereine, Einsatz-/Torstatistiken aller Spieler), Mannschaftsaufstellungen, Torschützen, Zuschauer, Karten und Schiedsrichter von der Bundesliga bis zu den Oberligen (Level 5) sowie
- interessante Auswertungen: ewige Tabellen, ewige Spieler- und Torschützenlisten, Zuschauerentwicklungen, Sieg- bzw. Niederlagenserien, Saisonverläufe etc.

Die Interessenlagen der Mitglieder sind zum Teil sehr unterschiedlich. Eine kleine Arbeitsgruppe befasst sich z. B. mit dem Fußball vor 1945. Es sind Bücher über den Fußball aus Schlesien von 1900 bis 1945 und über den Fußball in Westdeutschland von 1902 bis 1933 erschienen. Auch die Gauligen von 1933 bis 1945 dürfen nicht fehlen.
Viele Mitglieder leisten teilweise sehr intensive Archivarbeit. Sie „wühlen“ sich durch alte Zeitungen in den verschiedenen Landes-, Universitäts- oder Staatsbibliotheken. Mit Hilfe moderner Technik werden unzählige Informationen digitalisiert und dann in der Folge durch Stäbe von interessierten Mitgliedern aufbereitet, validiert und dem DSFS-Archiv zugeführt bzw. für Buchveröffentlichungen vorgehalten.
Neben der Dokumentation der Arbeitsergebnisse in Büchern gibt der Verein für seine Mitglieder 5× jährlich das DSFS-Magazin heraus. Es enthält ausführliche Berichte über das Vereinsgeschehen (Berichte des Vorstandes, Berichte aus den Regionen, Buchbesprechungen etc.). Mit dem Magazin-Anhang erhält jedes Mitglied zudem verschiedenste statistische Datenzusammenstellungen. Diese Daten werden von Mitgliedern erstellt und optisch ansprechend aufbereitet. Sie sind oft außergewöhnlich und sonst nirgendwo zu erhalten.

## Veröffentlichte Bücher

### Bücher bundesweit
- Die Regionalligen 1994 bis 2000
- Deutschlands Fußball in Zahlen 2000 bis 2008
- Deutscher Fußball Almanach 2008 bis heute
- DFB-Pokal in drei Bänden 1952 bis 1974, 1974 bis 1991, 1991 bis 2018

### Bücher Nord
- Nord-Almanach jährlich ab der Saison 1998 / 1999
- Fußball in Norddeutschland in zwei Bänden 1945 bis 1974 und 1974 bis 2004
- Fußball in Hamburg in vier Bänden 1945 bis 1963, 1963 bis 1984, 1984 bis 1994, 1994 bis 2004
- Fußball in Niedersachsen 1964 bis 1979
- Bezirksklassen in Niedersachsen 1964 bis 1979
- Amateur-Oberliga Nord in vier Bänden 1974 bis 1979, 1979 bis 1984, 1984 bis 1989,  1989 bis 1994
- Regionalliga Nord 1994 bis 2000
- Fußball im Bezirk Hannover 1979 bis 2006
- Fußball im Bezirk Weser-Ems 1979 bis 2006
- 70 Jahre Fußball im Kreis Stade 1946 bis 2016
- Fußball in Bremen und Bremerhaven in zwei Bänden 1945 bis 1985 und 1985 bis 2015
- Oberliga Nord 1947 bis 1956

### Bücher Nordost
- DDR-Chronik. DDR-Fußball in Daten, Fakten und Zahlen 1949 bis 1991 in neun Bänden inklusive der Ausgabe mit den Visitenkarten von Clubs und Gemeinschaften
- Nordost-Almanach ab der Saison 1995/1996
- Fußball im Bezirk Karl-Marx-Stadt 1952 bis 1990 in 4 Bänden
- Fußball im Bezirk Chemnitz 1990 bis 2010 in 4 Bänden
- Nordost-Journal 1991–1995
- Fußball in der Sowjetischen Besatzungszone und in Berlin 1945–1949

### Bücher West
- Fußball in Westdeutschland 1902 bis 1933
- Fußball in Westdeutschland in vier Bänden 1945 bis 1952, 1952 bis 1958, 1958 bis 1963, 1963 bis 1966
- Fußball im Westen jährlich ab der Saison 2001/2002

### Bücher Südwest
- Südwest-Almanach jährlich ab der Saison 2003/2004
- Südwest-Chronik (Regionalverband) in drei Bänden 1963/1964 bis 1968/1969, 1969/1970 bis 1973/1974, 1993/1994 bis 2008/2009
- Saarland -Chronik 1963/1964 bis 1993/1994 und 1993/1994 – 2008/2009

### Bücher Hessen
- Hessen-Almanach ab der Saison 2000/2001

### Bücher Süd
- Süd-Almanach jährlich ab der Saison 2016/2017
- Bayern-Almanach jährlich ab der Saison 2002/2003
- Baden-Almanach jährlich ab der Saison 2001/2002 bis 2015/2016
- Württemberg-Buch jährlich ab der Saison 1995/1996 bis 2015/2016
- Fußball in Südbaden 1945 bis 2002
- Fußball im Bezirk Bodensee 1945 bis 2002
- Die 2. Amateurliga Württemberg 1950 bis 1978
- Fußball in Baden-Württemberg 1978 bis 1994 in 2 Bänden
- Fußball in Bayern 1945 bis 1955
- Fußball in Bayern 1955 bis 1963
- Regionalliga Bayern 2012 bis 2017
- 75 Spielzeiten der Bayernliga 1945 bis 2021
- Landesliga Bayern 1945 bis 2002
- Landesliga Bayern 1963 bis 2012
- Bayernliga 1994 bis 2002
- Bezirksoberligen Bayern 1988 bis 2003

### Bücher Internationaler Fußball
- Europa-Fußball-Almanach ab der Saison 2008/2009
- Intertoto-Runden 1961 bis 2005
- Japan Almanach diveres Ausgaben
- 60 Jahre Fußball-Europameisterschaft 1960 bis 2021
- Qualifikation zur Fußball-Weltmeisterschaft 1930 bis 2018
- Benelux-Chronik 1950 bis 2020

### Bücher Historischer Fußball vor 1945
- Jahrbücher ab der Saison 1921/1922 bis 1933 in 6 Bänden
- Die Gauligen ab der Saison 1933/1934 bis 1944/1945
- Fußball in Schlesien 1900 bis 1945 in 2 Bänden
- Fußball im Baltischen Sportverband in zwei Bänden 1903 bis 1933 und 1933 bis 1945
- Fußball in Westdeutschland 1902 bis 1933
- Fußball im Süddeutschen Fußballverband in drei Bänden 1898 bis 1919, 1919 bis 1924, 1924 bis 1929